# Vero (Korsika)
Vero (korsisch Veru) ist eine Gemeinde auf der französischen Mittelmeerinsel Korsika. Sie gehört zum Département Corse-du-Sud, zum Arrondissement Ajaccio und zum Kanton Gravona-Prunelli. Sie grenzt im Nordwesten an Salice und Azzana, im Nordosten an Ucciani, im Südosten an Carbuccia, im Südwesten an Tavaco sowie im Westen an Sari-d’Orcino und Lopigna.
Der Dorfkern liegt auf ungefähr 450 Metern über dem Meeresspiegel.

## Wirtschaft
Vero ist eine der 36 Gemeinden mit zugelassenen Rebflächen des Weinbaugebietes Ajaccio.

## Bevölkerungsentwicklung
| Jahr      | 1962 | 1968 | 1975 | 1982 | 1990 | 1999 | 2008 | 2012 |
| --------- | ---- | ---- | ---- | ---- | ---- | ---- | ---- | ---- |
| Einwohner | 279  | 261  | 147  | 241  | 296  | 351  | 464  | 506  |